# فيرجيني كلايس
فيرجيني كلايس هي متسابقة ملكة الجمال وعارضة بلجيكية، ولدت في 17 ديسمبر 1982 في Herk-de-Stad ‏ في بلجيكا.